# Ratoath
Ratoath (irisch Ráth Tó mit der Bedeutung Tós Fort) ist eine Stadt mit 10.077 Einwohnern (2022) im Südosten des County Meath in Irland. Sie liegt an der Kreuzung der Regionalstraßen R155 und R125.
Durch die Stadt fließt der  Broad Meadow River (Irisch: An Gabhair). Außerhalb des Ortes befindet sich eine Pferderennbahn, der  Fairyhouse racecourse, wo nationale Pferderennen abgehalten werden.

## Stadtentwicklung
Bis Mitte der 1980er-Jahre war Ratoath ein kleiner Ort. Seitdem hat sich die Einwohnerzahl mehr als verzehnfacht. Damit ist Ratoath ein gutes Beispiel für eine starke Stadtentwicklung in der Nähe Dublins.

## Namensherkunft
Ratoath ist sowohl der Ortsname als auch der Name der Landschaft, der Pfarrei, des Wahlkreises und der Baronie. Der Ursprung des Wortes und seine Bedeutung sind unbekannt. Es sind zwei alternative irische Formen bekannt: Ráth-Tógh and Ráth-Tábhachta. Beide Namen tauchen in alten Manuskripten auf. Möglicherweise handelt es sich um lautmalerische Umschreibungen für einen dem Schreiber unbekannten Ort. Der Name Mruigtuaithe erscheint im Book of Armagh und wird auch mit Ratoath in Verbindung gebracht. Wenn diese Assoziation richtig ist, bedeutet dies, dass die zweite Hälfte des Wortes von der Silbe tuath abstammt, was territorialer Stammesbesitz bedeutet. Mruig bedeutet Weideland. Rath ist das irische Wort für einen befestigten Hügel.

## Sehenswürdigkeiten

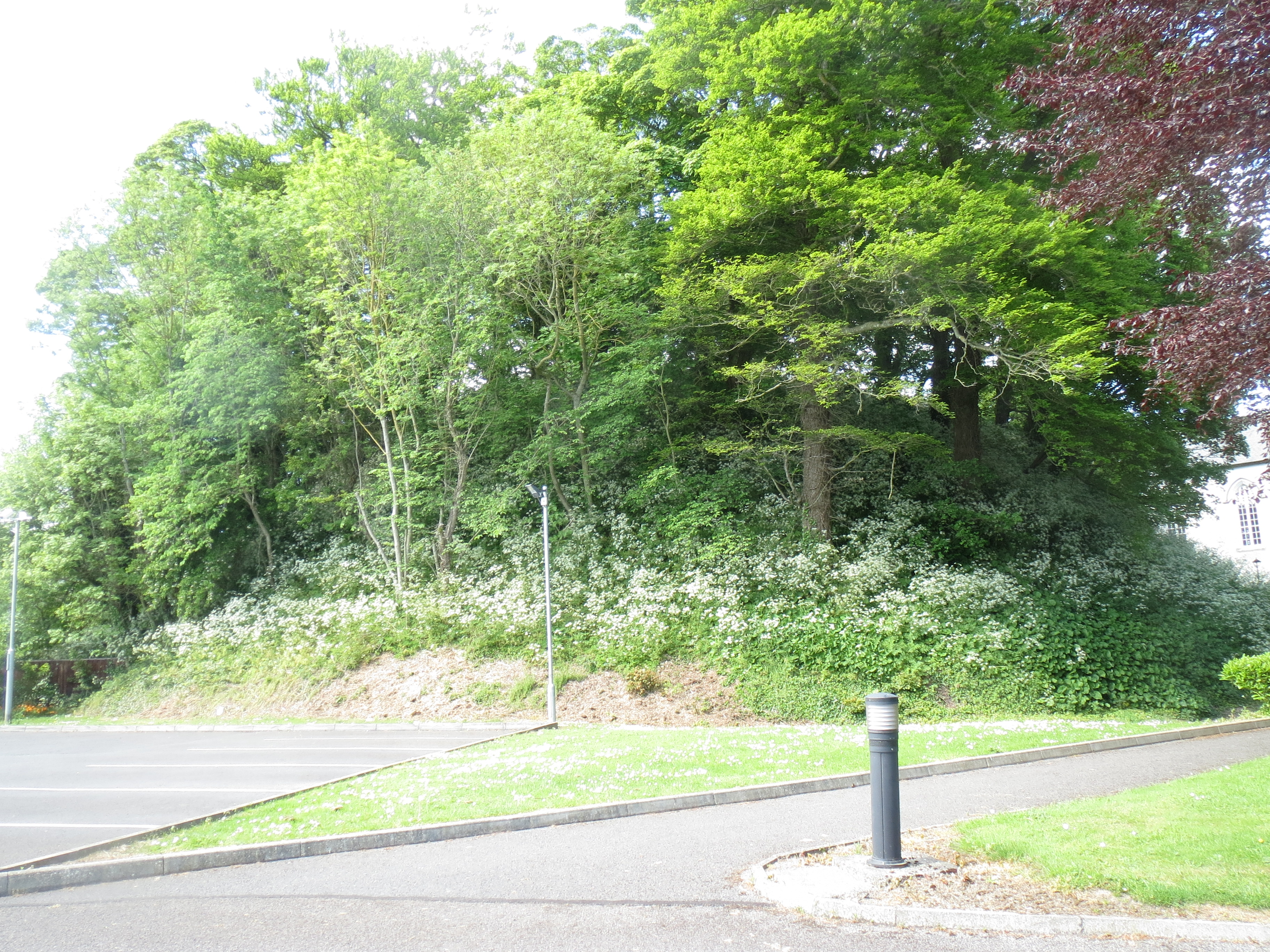
Motte von Ratoath

Direkt neben der Kirche befindet sich eine 11 m hohe Motte mit Vorburg  (Bailey). Diese wurde im Zuge der normannischen Eroberung Irlands ab 1169 errichtet.

## Baronie von Ratoath
Die Baronie besteht aus den Kommunen Rathbeggan, Dunshaughlin, Kilbrew, Crickstown, Killegland, und Teilen von Ballymaglasson und Trevit.